# Кшчонув (Нижньосілезьке воєводство)
Кшчонув (пол. Krzczonów, нім. Weiß Kirschdorf) — село в Польщі, у гміні Свідниця Свідницького повіту Нижньосілезького воєводства.
Населення — 283 особи (2011).
У 1975-1998 роках село належало до Валбжиського воєводства.

## Демографія
Демографічна структура станом на 31 березня 2011 року:
|          | Загалом | Допрацездатний вік | Працездатний вік | Постпрацездатний вік |
| -------- | ------- | ------------------ | ---------------- | -------------------- |
| Чоловіки | 156     | 20                 | 123              | 13                   |
| Жінки    | 127     | 22                 | 86               | 19                   |
| Разом    | 283     | 42                 | 209              | 32                   |